# Pareriesthis acuticornis
Pareriesthis acuticornis är en skalbaggsart som beskrevs av Moser 1919. Pareriesthis acuticornis ingår i släktet Pareriesthis och familjen Melolonthidae. Inga underarter finns listade i Catalogue of Life.